# Eurhadina kirkaldyi
Eurhadina kirkaldyi är en insektsart som beskrevs av Irena Dworakowska 2002. Eurhadina kirkaldyi ingår i släktet Eurhadina och familjen dvärgstritar. Inga underarter finns listade i Catalogue of Life.